# Canterbury (regio)
Canterbury is een regio van Nieuw-Zeeland, gelegen op het Zuidereiland. De hoofdstad is Christchurch. De rest van de regio bestaat voornamelijk uit vlaktes, de Canterbury Plains.

## Geografie
Canterbury is de grootste regio van Nieuw-Zeeland met een oppervlakte van ongeveer 42.200 km². De regio wordt begrensd door de Conway-rivier in het noorden, de Nieuw-Zeelandse Alpen (Zuidelijke Alpen) in het westen en de Waitaki-rivier in het zuiden. Het zuidelijk deel van Canterbury wordt in veel opzichten gezien als een zelfstandige regio met als grootste stad Timaru.
Toen het huidige systeem van regionale overheden geïntroduceerd werd in 1989 was het district Kaikoura een onderdeel van de Nelson-Marlborough Regio. Die regio is later afgeschaft en opgesplitst (in Nelson, Marlborough en Kaikoura). Omdat Kaikoura te klein was om onafhankelijk te bestaan is het ingedeeld bij Canterbury. Veel mensen beschouwen het gebied echter nog als onderdeel van Marlborough.
De grootste steden in de regio zijn (per 1 januari 2004):
- Christchurch: 343.800 inwoners
- Timaru: 27.100 inwoners
- Ashburton: 16.100 inwoners
- Oamaru: 12.700 inwoners
- Rangiora: 11.400 inwoners

## Kolonisatie
In 1848 vormden Edward Wakefield en John Robert Godley de Canterbury Association met als doel een kolonie van de Anglicaanse Kerk te stichten op het Zuidereiland van Nieuw-Zeeland. In de begintijd van de kolonie zijn veel gebouwen ontworpen door architect Benjamin Mountfort in de neogotische stijl.

## Terminologie
Mensen uit Canterbury in Nieuw-Zeeland noemen zichzelf doorgaans Cantabrians. Mensen uit de stad Canterbury in Engeland noemen zichzelf Cantuarians.